# Ококи
Ококи (варианты: акозы, акочане, окохи, окоцкие люди, окочане, окочаны, окоченя, окуки, окучане) — старорусский экзоэтноним XVI—XVII веков, использовался в документах Русского царства и, вероятно, среди русскоязычного населения Северного Кавказа по отношению к одному из чеченских обществ, территория проживания которого в русских источниках известна как Окоцкая земля. Название упоминалось наряду с другими народностями Северо-Восточного Кавказа, объединёнными общим эпитетом Горские люди. Также ококами в русских текстах именовали и выходцев из Окоцкой земли проживавших в Терском городе (в так называемой Окоцкой слободе).

## Использование этнонима
Начиная с 80-х годов XVI века в дошедших до наших дней донесениях (старорусск. отписках) терских воевод и делах о посольских сношениях русского правительства (старорусск. статейных списках) с Кавказом, начинают часто упоминаться те или иные Горские люди. Иногда в документах встречаются целые списки их. Варианты названий довольно устойчивы, и позволяют современным исследователям определить круг Горских людей находившихся в сфере влияния и контактов русской администрации Терского города, а также, с различной степенью вероятности, сопоставить эти русские экзоэтнонимы с реальными нахскими народностями.
В старорусских источниках имелась различная форма написания этнонима Ококи (в старорусск. орфографии этнонимы обычно указывались с большой буквы), могли встречаться варианты Окохи, Окоцкие люди, Окочане, Окочаны, Окоченя, Окуки, Окучане, реже — Акозы, Акочане. В русской лексике того периода наименование народа могло служить и для обозначения его государственного образования или территории проживания — таким образом синонимом наименования Ококи иногда могла быть и собственно Окоцкая земля. Например, статейный список московских послов в Грузию (1587) Родиона Биркина и Петра Пивова сообщает, что послы шли «мимо Горскіе землицы — Ококи, Кумуки, Минкизы, Индили, Шибуты; …»; в прошении (старорусск. челобитной) окоцких служилых людей (то есть жителей Окоцкой слободы Терского города) при перечислении их государевых служб, называется обязанность сопровождать русских послов в Грузию (1614), а также «и в Кабарду, и в Мерези, и в Шибуты, и в Окохи — для твоих государевых подлинных вестей проведывать…».

## Контакты с Русским царством
Во второй половине XVI века правители Окоцкой земли установили оживленные связи с Русским государством. В 1580-х годах Ших-мурза Окоцкий стал одним из самых влиятельных союзников Руси на Кавказе. Его влияние охватывало Аух, равнинную часть Чечни и Северный Дагестан. После убийства Ших-мурзы в 1596 году 160 семей окочан бежало в Терский город, где они основали Окоцкую слободу, которая пополнялась выходцами из Чечни и других горских земель. Слобода просуществовала до XIX века.
После завершения периода Смуты и воцарения Михаила Романова политические связи Москвы с народами Северного Кавказа вновь активизируются. Ряд кабардинских и дагестанских владельцев получают царские грамоты о покровительстве Москвы. 
Кроме поздравительной грамоты, послы привезли с собой челобитную письменное прошение на имя царя. Один из посланников, Ахмат Иналов, уведомляет в Москве: «И меня, холопа твоего, Ахметка выбрали мои товарыщи проведать про твое царское величество и про многолетное здравие». Он и является главой этого небольшого чеченского посольства в Москву.
От имени 160 окочан челобитную подписали вместе с Ахматом Иналовым 19 наиболее уважаемых из диаспоры человек. Это «лутчие люди из окочан». Челобитная начинается с перечисления фамилий людей, которые подписали этот документ: «Царю и великому князю Михаилу Федоровичу всеа Русии бьют челом холопи твои государевы Терского города окоцкие люди Урак Итинов, Табурка Ураков, Адыга Бибердин, Урак Молодой, Келя Илзияров, Дидей Мустапаров, Юзяшар Янбеков, Батыр Акин, Oxмат Иналов, Одя Ятеков, Кентя Кербеков, Чюрюбаш Алебеков, Табура Ураков, Урак Янмеков, Тербулат Бибердин, Арахча Мачюкин, Смаилка Ичин, Псенчей Чоробашов с товарыщи 160 человек».
Главной целью челобитной являлось описание тяжести службы и прошение о выдаче хлебного и денежного жалования, которые задолжала им администрация Терского города. 
6 сентября 1614 года окочане Ахмат и Ачелей были на приеме у царя Михаила Федоровича. Важность службы иноземцев в далеком окраинном городе России хорошо понимали в Москве, которая испытывала повышенный интерес к чеченскому анклаву на своей границе, игравшему важную роль в налаживании русско-кавказских связей. Окоцкие посланники были торжественно представлены царю посольским дьяком (чиновником Посольского приказа) Петром Третьяковым.
Миссия послов завершилась удачно: их прошение было удовлетворено. Царский указ о жаловании окочанам был выслан терским воеводам вместе с Ахматом и Ачелеем.
В 30—40-х годах XVII века пользовались известностью в Терском городе окочане братья Алеевы (Бикша, Черкес и Ялмурза). Бикша Алеев пользовался большим авторитетом у терских воевод, выполнял их поручения, за что получал от них «государево жалование, сукна, корм».
В XVII веке документы Посольских приказов упоминают ококов на службе Русского царства именуя их окоченя. Статейный список посольства 1650—1652 годов стольника Н. Толочанова и дьяка А. Иевлева в Имеретинское царство упоминает об окоченях два раза (листы 7 об. и 12). Согласно списку, ококи в количестве 60-и человек участвовали в сопровождении посольства «с Терека», наряду с терскими служилыми людьми, 50-ю конными стрельцами и 30-ю новокрещенами. Источник также упоминает ококов при переходе «от Зазаруки в Болхары», где во время переправы вброд реки Псыгансу (старорус. Суенсу) «лошади со вьюки попадали многие».

## Локализация ококов

### Сопоставление с равнинными аккинцами
Большинство исследователей (напр. советский кавказовед Е. Н. Кушева), считает, что под ококами русских документов стоит понимать равнинных аккинцев-ауховцев (этногруппа составившая компонент в этногенезе современных чеченцев), которые в тот период были объединённых в традиционное нахское «общество». Их исторической родиной являются земли Аренан-Акка (позднее Аух). Е. Н. Кушева относит переселение акинцев из горного Ауха на равнину (к реке Мичик), под покровительство аварского хана к 1550—1570 годам.